# Cairo Santos
Cairo Fernandes Santos (Limeira, 12 de novembro de 1991) é um jogador brasileiro de futebol americano que atua na posição de placekicker na National Football League pelo time do Chicago Bears. É o primeiro brasileiro a atuar em jogos da temporada regular e playoffs da NFL.

## Juventude
Em 2007, Cairo foi estudar um ano de high school na cidade de St. Augustine no estado da Flórida, com interesse maior em jogar futebol (soccer). A convite de colegas, entretanto, Cairo resolveu jogar futebol americano. Logo percebeu-se que o Cairo tinha um chute próprio de grandes chutadores do futebol americano e foi convidado a participar do time principal da escola onde estudava.

## Carreira universitária
Cairo Santos foi agraciado com uma bolsa de estudos na Universidade de Tulane, em Nova Orleans, para jogar futebol americano.
Em 2012, ele acertou um field goal de 57 jardas, um recorde na universidade. Além disso, neste mesmo ano, ele foi o primeiro brasileiro a ganhar o prêmio Lou Groza Award, como melhor kicker da temporada.

## Carreira profissional

### Kansas City Chiefs

#### Temporada de 2014
Cairo assinou com os Chiefs em maio de 2014 e em agosto conquistou a posição de titular, vindo a se tornar o primeiro brasileiro a disputar uma temporada na NFL. Em 7 de setembro de 2014, em seu primeiro jogo na derrota por 26 a 10 para o Tennessee Titans, Cairo converteu seu primeiro field goal. Depois de dois chutes perdidos nos dois primeiros jogos, ele acertou treze field goals consecutivos, incluindo um para conquistar a vitória para o seu time por 23 a 20 contra o San Diego Chargers na Semana 7, e um field goal de 53 jardas na semana seguinte contra o St. Louis Rams, o mais longo da carreira até então.
Cairo foi o líder da temporada em pontos do time (com 113), a frente do running back Jamaal Charles (84 pontos).

#### Temporada de 2015
Na Semana 4, na derrota para o Cincinnati Bengals, Cairo converteu sete field goals (recorde da franquia) de sete tentativas, incluindo dois com mais de 50 jardas. A marca de sete chutes feitos em um jogo é a segunda maior de todos os tempos, empatando com outros cinco jogadores. Os 21 pontos anotados por ele no jogo foram os únicos pontos dos Chiefs no jogo.
Na Semana 10, Cairo converteu cinco field goals de seis tentativas contra o Denver Broncos, o segundo jogo da temporada com pelo menos cinco chutes feitos (recorde da franquia, empatado com Jan Stenerud).
Na Semana 15, Cairo converteu um field goal de 53 jardas contra o Baltimore Ravens, igualando seu mais longo field goal da carreira. Esse foi o quarto field goal com pelo menos 50 jardas na temporada (recorde da franquia, empatado com Nick Lowery).
Cairo foi o líder da temporada em pontos do time e sexto da temporada da NFL. Ele também foi o quinto (empatado) com mais field goals feitos na temporada.
Na vitória de 30 a 0 contra o Houston Texans no jogo de Wild Card da Conferência Americana (AFC), Cairo Santos se torna o primeiro brasileiro em um jogo de Playoffs. Ele converteu todas as três tentativas de field goal e as três de ponto extra. Ele fez dois field goals de 49 jardas, os mais longos da história dos Chiefs em playoffs.
Em seu segundo jogo de pós-temporada, Cairo converteu dois field goals na derrota para o New England Patriots por 27 a 21 encerrando a temporada do Kansas City Chiefs.

#### Temporada de 2016
Na Semana 2, Cairo converteu um field goal de 54 jardas, o mais longo da carreira, além disso marcou todos os pontos do time na derrota para o Houston Texans por 19 a 12.
Um dia após completar 25 anos, Cairo Santos faz quatro field goals na vitória de virada por 20 a 17 depois do Chiefs está perdendo por 17 a 0 para o Carolina Panthers. O field goal da vitória veio na última jogada da partida.
Na Semana 12, Cairo Santos converte dois field goals na prorrogação dando a vitória de 30 a 27 contra o Denver Broncos, sendo o segundo a cinco segundos do final, batendo na trave.
Em novembro, Cairo Santos foi nomeado Jogador do Mês dos Times Especiais da AFC pela primeira vez na carreira depois de converter todas as 11 tentativas de field goal e 5 de ponto extra.
Cairo Santos foi novamente o líder da temporada em pontos do time e sexto da temporada da NFL. Ele também foi o sétimo (empatado) com mais field goals feitos na temporada.

#### Começo da temporada de 2017
Cairo levou uma pancada no confronto com o Los Angeles Chargers na Semana 3, e um problema na virilha que tinha desde a pré-temporada agravou. O jogador ficou de fora de um jogo pela primeira vez na carreira. Ele foi inicialmente colocado na lista de machucados pelos Chiefs, sendo substituído por Harrison Butker, que fazia parte do time de treino do Carolina Panthers. Cairo estava perfeito na temporada com três field gols e doze pontos extras convertidos. Não havia previsão para a sua volta. Como se tornaria agente livre para temporada seguinte, o Chiefs decidiu dispensá-lo.

### Chicago Bears

#### Restante da temporada de 2017
No dia 20 de novembro, ele assinou um contrato até o final da temporada com o Chicago Bears para substituir o kicker Connor Barth.
Cairo estreiou derrota de 31 a 3 para o Philadelphia Eagles na Semana 12. Cairo errou uma tentativa de field goal de 54 jardas e converteu uma de 38 jardas, anotando os únicos pontos do Bears no jogo. Cairo voltou a sentir a lesão na virilha no aquecimento do jogo contra o San Francisco 49ers e é colocado na lista de contundidos pelo Bears. Durante o jogo ainda conseguiu converter dois pontos extras. Ele foi dispensado pelos Bears ao fim da temporada.

### New York Jets

#### Começo da temporada de 2018
Em março de 2018, Cairo assinou com o New York Jets um contrato de um ano. Cinco meses depois, contudo, antes mesmo da temporada começar, foi dispensado, devido a uma lesão de longa data na virilha.

### Los Angeles Rams

#### Restante da temporada de 2018
Em 2 de outubro de 2018, Santos assinou com o Los Angeles Rams para servir como seu chutador principal enquanto o então titular, Greg Zuerlein, se recuperava de uma lesão. Em sua estreia, Cairo Santos, mesmo errando um ponto extra, marca o field goal da vitória do Rams em cima do Seattle Seahawks. Em 16 de outubro, após apenas dois jogos, Santos é dispensado do time para o retorno de Greg Zuerlein.
Em 12 de novembro de 2018, dia de seu aniversário, Santos assinou com o Tampa Bay Buccaneers substituindo Chandler Catanzaro. Em sua estreia, Cairo acertou todas as cinco tentativas de pontos extras na derrota para o New York Giants por 38 a 35 na Semana 11. Na semana quinze, Santos fez seu 100º field goal na carreira na derrota dos Buccaneers para o Baltimore Ravens.

### Tampa Bay Buccaneers

#### Temporada de 2019
Em 13 de março, Santos reassinou com o Buccaneers. Em 31 de agosto, após o encerramento da pré-temporada de 2019, Santos foi cortado pelo time de Tampa.
Em 4 de setembro, assinou com o Tennessee Titans. Em sua estreia no time, converteu os dois field goals e os cinco pontos extras na vitória sobre o Cleveland Browns por 43 a 13. Em 7 de outubro, Santos foi dispensado pelo Titans um dia após perder todas as quatro tentativas de field goals da derrota por 14 a 7 para o Buffalo Bills.

### Chicago Bears

#### Temporada de 2020
No dia 25 de agosto, após passar pelo protocolo de Covid-19, ele foi anunciado oficialmente pelo time do Chicago Bears. Santos terminou a temporada de 2020 acertando 30 de 32 chutes de field goal. Ele conseguiu acertar 27 field goals consecutivos num ano, um recorde da franquia.

#### Temporada de 2021
Em 11 de março de 2021, Santos renovou o seu contrato por mais três anos com os Bears, valendo US$ 9 milhões de dólares.

#### Temporadas de 2022 e 2023
Na Semana 7 da temporada regular de 2022, Santos fez todos os quatro field goals que tentou e converteu seus três extra points na vitória por 33 a 14 sobre os Patriots, sendo nomeado como o Jogador de Times Especiais da Semana da NFC. Ao longo de 2022, ele converteu 27 de 32 extra e fez 21 de 23 field goals.
Já em 2023, Santos foi nomeado Jogador de Times Especiais da NFC no mês de novembro. Em 23 de dezembro de 2023, ele assinou uma extensão contratual de quatro anos com os Bears chegando à temporada de 2027 no valor de US$ 16 milhões de dólares, com US$ 9,5 milhões garantidos.

## Estatísticas

### Temporada regular
| Temporada | Time    | Jogos | Field Gols | Field Gols | Field Gols  | Field Gols | Field Gols | Extra Points         | Extra Points       | Extra Points | Extra Points | Kickoffs | Kickoffs | Kickoffs | Pontos |
| Temporada | Time    | Disp. | Bloq       | Lng        | FG Tentados | FG Feitos  | Pct%       | Ponto-extra tentados | Ponto-extra feitos | Pct%         | Bloq         | KO       | Média    | TB       | Pontos |
| --------- | ------- | ----- | ---------- | ---------- | ----------- | ---------- | ---------- | -------------------- | ------------------ | ------------ | ------------ | -------- | -------- | -------- | ------ |
| 2014      | KC      | 16    | 0          | 53         | 30          | 25         | 83,3%      | 38                   | 38                 | 100%         | 0            | 80       | 63,6     | 24,1     | 113    |
| 2015      | KC      | 16    | 1          | 53         | 37          | 30         | 81,1%      | 41                   | 39                 | 95,1%        | 0            | 90       | 63,8     | 24,7     | 129    |
| 2016      | KC      | 16    | 0          | 54         | 35          | 31         | 88,6%      | 39                   | 36                 | 92,3%        | 1            | 86       | 62,7     | 24,1     | 129    |
| 2017      | KC      | 3     | 0          | 39         | 3           | 3          | 100%       | 12                   | 12                 | 100%         | 0            | 18       | 65,4     | 21,0     | 21     |
| 2017      | CHI     | 2     | 0          | 38         | 2           | 1          | 50,0%      | 2                    | 2                  | 100%         | 0            | 2        | 65       | -        | 5      |
| 2018      | LA Rams | 2     | 0          | 39         | 6           | 5          | 83,3%      | 6                    | 5                  | 83,3%        | 0            | 13       | 63,2     | 23,8     | 20     |
| 2018      | TB      | 7     | 0          | 45         | 12          | 9          | 75,0%      | 17                   | 17                 | 100%         | 0            | 36       | 59,9     | 21,1     | 44     |
| 2019      | TEN     | 5     | 1          | 53         | 9           | 4          | 44,4%      | 12                   | 12                 | 100%         | 0            | 21       | 63,8     | 22,3     | 24     |
| 2020      | CHI     | 16    | 0          | 55         | 32          | 30         | 93,8%      | 37                   | 36                 | 97,3%        | 1            | 86       | 61,1     | 20,4     | 126    |
| 2021      | CHI     | 13    | 0          | 44         | 22          | 19         | 93,8%      | 37                   | 36                 | 98,8%        | 0            | 84       | 68,9     | 24,4     | 34     |
| 2022      | CHI     | 16    | 1          | 51         | 23          | 21         | 91,3%      | 32                   | 27                 | 84,4%        | 0            | 49       | 62,8     | 27,9     | 90     |
| 2023      | CHI     | 17    | 0          | 55         | 38          | 35         | 92,1%      | 33                   | 31                 | 93,9%        | 2            | 76       | 63,6     | 60       | 136    |
| Total     | Total   | 133   | 4          | 55         | 257         | 220        | 85,6%      | 297                  | 282                | 94,9%        | 4            | 628      | 62,7     | 321      | 942    |

### Pós-temporada
| Temporada | Time  | Jogos      | Field Gols | Field Gols | Field Gols  | Field Gols | Field Gols | Extra Points         | Extra Points       | Extra Points | Extra Points | Kickoffs | Kickoffs | Kickoffs | Kickoffs | Kickoffs | Pontos |
| Temporada | Time  | Disputados | Bloq       | Lng        | FG Tentados | FG Feitos  | Pct%       | Ponto-extra tentados | Ponto-extra feitos | Pct%         | Bloq         | KO       | Média    | TB       | Ret      | Média    | Pontos |
| --------- | ----- | ---------- | ---------- | ---------- | ----------- | ---------- | ---------- | -------------------- | ------------------ | ------------ | ------------ | -------- | -------- | -------- | -------- | -------- | ------ |
| 2015      | KC    | 2          | 0          | 49         | 5           | 5          | 100%       | 5                    | 5                  | 100%         | 0            | 12       | 60,8     | 10       | 1        | 26,0     | 20     |
| 2016      | KC    | 1          | 0          | 48         | 1           | 1          | 100%       | 1                    | 1                  | 100%         | 0            | 4        | 61,3     | 1        | 3        | 16,7     | 4      |
| 2020      | CHI   | 1          | 0          | 36         | 1           | 1          | 100%       | 0                    | 0                  | 00%          | 0            | 2        | 65,0     | 2        | 0        | —        | 3      |
| Total     | Total | 4          | 0          | 49         | 7           | 7          | 100%       | 6                    | 6                  | 100%         | 0            | 18       | 62,4     | 13       | 4        | 19,0     | 27     |

## Vida pessoal
Em 15 setembro de 2013, o pai de Cairo Santos morreu em um acidente aéreo em Sapezal, no Mato Grosso. A perda do pai quase fez o jogador desistir da carreira. Agora depois de todos os chutes, ele aponta para o céu em homenagem ao pai.
Em homenagem à Chapecoense, devido ao acidente aéreo ocorrido com a delegação do clube na Colômbia em 28 de novembro de 2016, Cairo Santos no jogo contra o Atlanta Falcons na Semana 13 da Temporada de 2016 da NFL entrou em campo com chuteiras personalizadas com o escudo da Chapecoense e vestiu uma camisa do clube catarinense no aquecimento com a inscrição "Somos Todos Chapecoense".